# Velaatta
Velaatta est un quartier de Tampere en Finlande.

## Description
Velaatta fait partie de la zone de planification Terä.
Il est situé dans la zone de l'ancienne municipalité de Teisko. 
La distance au centre de Tampere est de plus de 30 kilomètres.